# 대한민국의 축구 리그 시스템
대한민국의 축구 리그 시스템은 대한축구협회와 산하 연맹이 주최하는 축구 리그로 구성되어 있다.
축구 리그로는 1983년 '수퍼리그'라는 이름으로 출범한 대한민국 최초의 프로축구리그가 K리그1이라는 이름으로 1부 리그를 형성하고 있으며 아래에 2013년 프로 2부 리그로 발족된 K리그2가 자리하고 있고 양 리그 간에는 승강제가 이루어지고 있다.
2003년부터 시작된 실업축구리그인 내셔널리그, 그리고 2007년부터 시작된 아마추어 축구 리그인 K3리그 어드밴스와 K3리그 베이직이 존재했다. 2008년에는 대학팀들을 대상으로 하는 U리그가 출범하였으며, K리그 클럽들의 2군 팀들의 리그인 R리그도 존재한다.
2015년 12월 대한축구협회는 2020년까지 내셔널리그와 K3리그를 통합하여 K리그 및 생활축구와의 승강제를 위해 새로운 아마추어리그를 출범한다고 밝혔다. 2017년부터 K3리그가 2개의 리그로 나뉘어 승강/강등제를 시행하고 있다.
K3리그는 2017년에 기존 K3리그를 승계하는 K3리그 어드밴스와 하부리그인 K3리그 베이직으로 분리되었으며, 2018년부터 아마추어 리그에서 세미프로 리그로 단계적으로 전환하였다.
2019년 말 내셔널리그와 K3리그를 통합하여, 2020년에 K3리그와 K4리그가 출범하였다.

## 구조

### 남자
| 단계  | 리그                   | 권역 | 팀    | 승격  | 강등  | 리그컵 / 승강전                          | KFA      | KSOC                            | AFC                                         | 비고     |
| ----- | ---------------------- | ---- | ----- | ----- | ----- | ---------------------------------------- | -------- | ------------------------------- | ------------------------------------------- | -------- |
| I     | K리그1                 | 1    | 12    | -     | ▽ 1+2 | K리그 승강 플레이오프                    | 코리아컵 | -                               | AFC 챔피언스리그 엘리트 AFC 챔피언스리그 투 | 프로     |
| II    | K리그2                 | 1    | 14    | △ 1+2 | -     | K리그 승강 플레이오프                    | 코리아컵 | -                               | AFC 챔피언스리그 엘리트 AFC 챔피언스리그 투 | 프로     |
| III   | K3리그                 | 1    | 15    | -     | ▽ 1+1 | K3-4리그 승강 플레이오프                 | 코리아컵 | 전국체육대회                    | -                                           | 세미프로 |
| IV    | K4리그                 | 1    | 11    | △ 2+1 | -     | K3-4리그 승강 플레이오프                 | 코리아컵 | 전국체육대회                    | -                                           | 세미프로 |
| V     | K5리그                 | 15   | 94    | -     | ▽ 15  | K5리그 챔피언십                          | 코리아컵 | 전국생활체육대축전 도민체육대회 | -                                           | 아마추어 |
| VI    | K6리그                 | 28   | 177   | △ 15  | ▽ 28  | K6리그 승격 플레이오프                   | -        | 전국생활체육대축전 도민체육대회 | -                                           | 아마추어 |
| VII   | K7리그                 | 167  | 1,105 | △ 28  | ▽ -   | K7리그 승격 플레이오프                   | -        | 전국생활체육대축전 도민체육대회 | -                                           | 아마추어 |
| VIII+ | 서울시민리그           | 4    | 72    | -     | -     | -                                        | -        | -                               | -                                           | 아마추어 |
| VIII+ | 울산축구클럽리그       | 4    | 43    | -     | -     | -                                        | -        | -                               | -                                           | 아마추어 |
| U-22  | U리그1                 | 6    | 36    | -     | ▽ 6   | U리그 왕중왕전                           | -        | 전국체육대회                    | -                                           | 대학     |
| U-22  | U리그2                 | 6    | 42    | △ 6   | -     | -                                        | -        | 전국체육대회                    | -                                           | 대학     |
| U-18  | K리그 주니어 U-18      | 2    | 23    | -     | -     | K리그 U-18 챔피언십                      | -        | 전국체육대회                    | -                                           | 고등     |
| U-18  | 전국고등축구리그       | 16   | 193   | -     | -     | 전국고등축구리그 왕중왕전                | -        | 전국체육대회                    | -                                           | 고등     |
| U-18  | I리그 U-18             |      |       | -     | -     | -                                        | -        | -                               | -                                           | 고등     |
| U-18  | K리그 주니어 U-17      | 2    | 22    | -     | -     | K리그 U-17 챔피언십                      | -        | -                               | -                                           | 고등     |
| U-18  | 전국고등저학년축구리그 |      |       | -     | -     | -                                        | -        | -                               | -                                           | 고등     |
| U-15  | K리그 주니어 U-15      | 2    | 24    | -     | -     | K리그 U-15 챔피언십                      | -        | 전국소년체육대회                | -                                           | 중등     |
| U-15  | 전국중등축구리그       | 19   | 239   | -     | -     | 꿈자람중등페스티벌                       | -        | 전국소년체육대회                | -                                           | 중등     |
| U-15  | I리그 U-15             |      |       | -     | -     | -                                        | -        | -                               | -                                           | 중등     |
| U-15  | K리그 주니어 U-14      | 2    | 22    | -     | -     | K리그 U-14 챔피언십                      | -        | -                               | -                                           | 중등     |
| U-15  | 전국중등저학년축구리그 |      |       | -     | -     | -                                        | -        | -                               | -                                           | 중등     |
| U-12  | 전국초등축구리그       | 31   | 363   | -     | -     | 꿈자람유소년페스티벌 K리그 U-12 챔피언십 | -        | 전국소년체육대회                | -                                           | 유소년   |
| U-12  | I리그 U-12             |      |       | -     | -     | -                                        | -        | -                               | -                                           | 유소년   |
| U-12  | 전국초등저학년축구리그 |      |       | -     | -     | K리그 U-11 챔피언십                      | -        | -                               | -                                           | 유소년   |
| U-10  | I리그 U-10             |      |       | -     | -     | -                                        | -        | -                               | -                                           | 유소년   |
| U-8   | I리그 U-8              |      |       | -     | -     | -                                        | -        | -                               | -                                           | 유소년   |
| U-6   | I리그 U-6              |      |       | -     | -     | -                                        | -        | -                               | -                                           | 유소년   |
| O-50  | 마스터즈리그 브론즈    |      |       | -     | -     | -                                        | -        | -                               | -                                           | 중장년   |
| O-60  | 마스터즈리그 실버      |      |       | -     | -     | -                                        | -        | -                               | -                                           | 중장년   |

### 여자
| 단계 | 리그               | 권역 | 팀 | 승격 | 강등 | 리그컵 / 승강전             | KFA                    | KSOC                      | AFC                   | 비고     |
| ---- | ------------------ | ---- | -- | ---- | ---- | --------------------------- | ---------------------- | ------------------------- | --------------------- | -------- |
| I    | WK리그             | 1    | 8  | -    | -    | WK리그 챔피언십             | 전국여자축구선수권대회 | 전국체육대회 도민체육대회 | AFC 여자 챔피언스리그 | 세미프로 |
| II   | 서울시민리그       | 4    | 24 | -    | -    | -                           | -                      | 전국생활체육대축전        | -                     | 아마추어 |
| U-22 | 여대생축구클럽리그 | 1    | 14 | -    | -    | 여대생축구클럽리그 챔피언십 | -                      | -                         | -                     | 대학     |

## 시기별 리그 시스템

### 남자
전국실업축구연맹전은 1964년부터 2002년까지 한국실업축구연맹에 의해 열렸던 실업축구 정규 리그이다. 프로축구리그가 창설되기 전까지 대한민국 축구의 1부 리그 역할을 했다. 1983년 프로축구인 슈퍼리그가 출범하면서 1부리그 지위를 차지하였고, 전국실업축구연맹전은 2부리그 역할을 하지만 승강제는 이루어지지 않는다. 슈퍼리그의 명칭은 1983년~1985년까지 명사용되었고, 1986년~1993년까지는 프로축구라고 불리었다.1994년부터 한국프로축구연맹이 출범하면서 코리안리그라는 이름으로 변경되었으며, 1998년 K리그로 명칭이 다시 변경된다. 2003년 전국실업축구연맹전은 프로 2부를 표방하여 모든 구단이 연고지를 정한 후 K2리그로 새롭게 출범하였다. 2007년 K2리그는 내셔널리그로 이름을 변경하였고, 아마추어 최상위 리그로 K3리그가 출범하였다. 2013년부터 K리그프로 2부리그인 K리그 챌린지가 출범하였고, 기존의 1부리그인 K리그는 K리그 클래식이라는 이름으로 변경한다. 2018년에는 K리그 클래식은 K리그1로 K리그 챌린지는 K리그2라는 이름으로 변경되었다. 2017년부터 K3리그가 K3리그 어드밴스, K3리그 베이직 2개의 리그로 나뉘어 승강제를 시행하고 있으며, 동시에 전국 단위 아마추어 리그인 K7리그가 출범하였다. 2018년에는 K6리그, 2019년에는 K5리그가 차례로 출범하여 이들 사이에 승강제 시행되고 있다. 2022년에는, 1부 ~ 4부 통합 승강제 디비전 시스템 완성.

### 대한민국

#### 남자
| 시즌      | 1부                | 2부                | 3부                | 4부             | 5부           | 6부    | 7부    | 8부 이하      |
| --------- | ------------------ | ------------------ | ------------------ | --------------- | ------------- | ------ | ------ | ------------- |
| 1964–1982 | 전국실업축구연맹전 |                    |                    |                 |               |        |        |               |
| 1983      | K리그1             | 코리언리그 1부리그 | 코리언리그 2부리그 |                 |               |        |        |               |
| 1984–2002 | K리그1             | 전국실업축구연맹전 |                    |                 |               |        |        |               |
| 2003–2006 | K리그1             | 내셔널리그         |                    |                 |               |        |        |               |
| 2007–2012 | K리그1             | 내셔널리그         | K3리그 어드밴스    |                 |               |        |        |               |
| 2013–2016 | K리그1             | K리그2             | 내셔널리그         | K3리그 어드밴스 |               |        |        |               |
| 2017      | K리그1             | K리그2             | 내셔널리그         | K3리그 어드밴스 | K3리그 베이직 | K7리그 |        |               |
| 2018      | K리그1             | K리그2             | 내셔널리그         | K3리그 어드밴스 | K3리그 베이직 | K6리그 | K7리그 |               |
| 2019      | K리그1             | K리그2             | 내셔널리그         | K3리그 어드밴스 | K3리그 베이직 | K5리그 | K6리그 | K7리그        |
| 2020–     | K리그1             | K리그2             | K3리그             | K4리그          | K5리그        | K6리그 | K7리그 | (지역별 대회) |

#### 여자
| 시즌  | 1부    |
| ----- | ------ |
| 2009– | WK리그 |

## 컵 대회
모든 종류의 축구팀이 참가할 수 있는 대회중 가장 권위있는 컵 대회는 코리아컵이다. 각 리그의 소속 팀과 U리그에서 좋은 성적을 거둔 팀들이 예선 및 본선 참가 자격이 주어진다. 
그 밖에 K리그 팀들은 리그컵, 내셔널리그 팀들은 내셔널 축구선수권대회, K3리그 팀들은 챌린저스컵이라는 리그컵에도 참가하였으나 이 중 리그컵은 2011년 시즌을 마지막으로 폐지되었다.

## 기타
위의 세 리그와는 별도로 역시 대한축구협회 산하의 한국여자축구연맹이 주관하는 WK리그, 대한축구협회에서 주최, 주관하는 대학간의 리그인 U리그 등이 독자적으로 운영되고 있다.

## 같이 보기
- K리그
- K리그1
- K리그2
- 내셔널리그
- K3리그
- K3리그 어드밴스
- K3리그 베이직
- K5리그
- K6리그
- K7리그
- R리그
- FA컵
- 리그컵
- 내셔널 축구선수권대회
- 챌린저스컵
- K리그 연고지
- AFC 챔피언스리그
- 대한축구협회